# Wainia forficulina
Wainia forficulina är en biart som först beskrevs av Cockerell 1921.  Wainia forficulina ingår i släktet Wainia och familjen buksamlarbin. Inga underarter finns listade i Catalogue of Life.